# Wörthersee
De Wörthersee of Vrbsko jezero (Sloveens) is het grootste meer van de Oostenrijkse deelstaat Karinthië, met een oppervlakte van 19,39 km². Het ligt op 439 meter hoogte, tussen Villach en Klagenfurt.
De maximale diepte van het meer is 85,2 meter. Eilandjes, schiereilanden en ondiepten verdelen de watermassa in drie bekkens. Door de driedeling en de beschutte ligging is er weinig doorstroming, ook al doordat het meer niet gevoed wordt door een enkele stroom, maar door talloze beekjes. Daardoor mengt het koude water uit de diepte zich nauwelijks met de bovenlaag, die in de zomer een temperatuur heeft van circa 25°C.
De Süd Autobahn A2 van Wenen naar Italië komt langs het meer, evenals de spoorlijn van Wenen naar Venetië, de zogenaamde Südbahn. Het meer werd gebruikt als decor in diverse films.

## Plaatsen aan het meer

### Noordoever
- Klagenfurt
- Krumpendorf
- Pörtschach
- Techelsberg
- Velden am Wörther See

### Zuidoever
- Maria Wörth
- Reifnitz

## Galerij

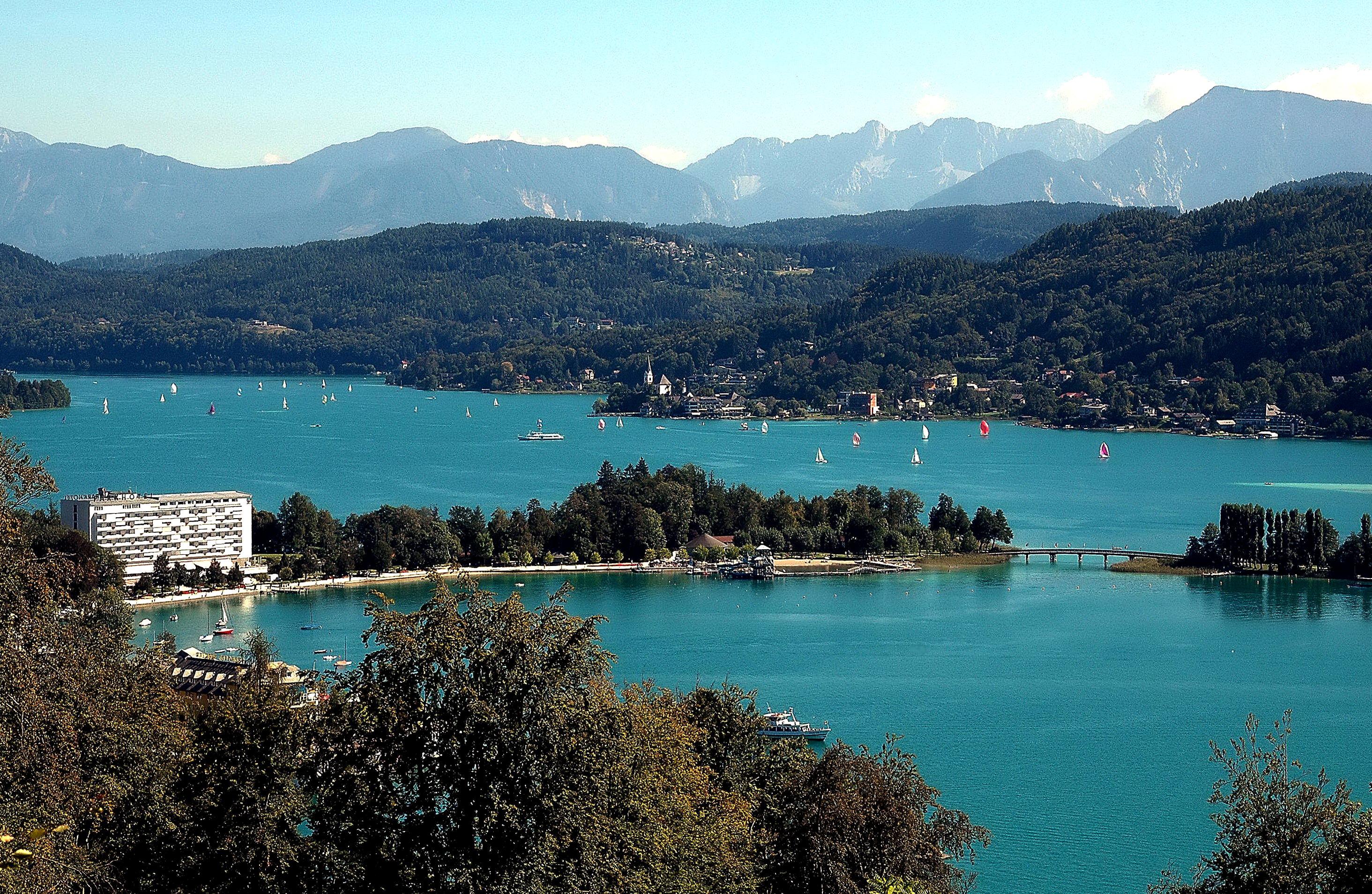
Wörthersee met Pörtschach, Maria Wörth en Karawanken
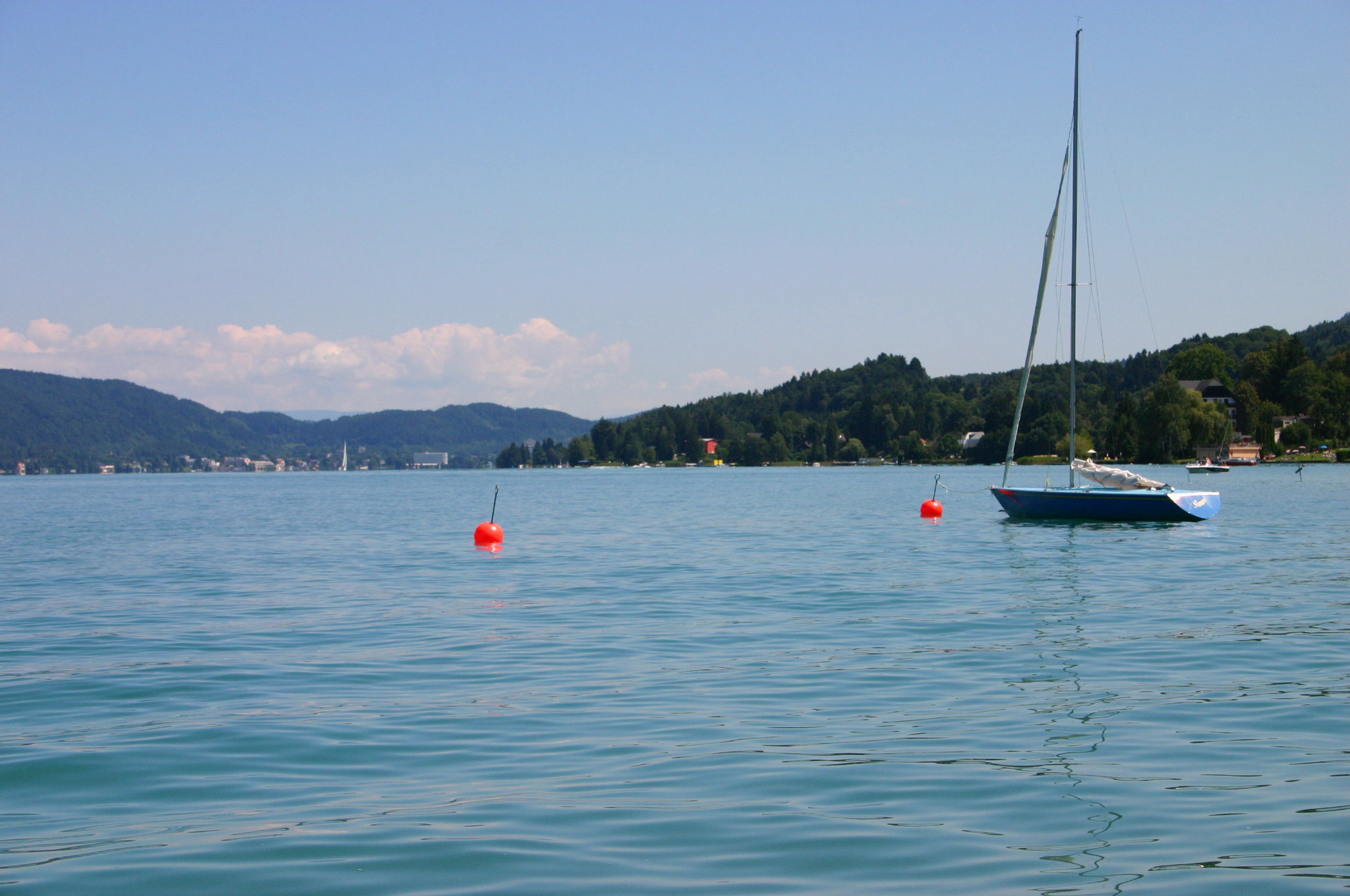
Wörthersee in de zomer
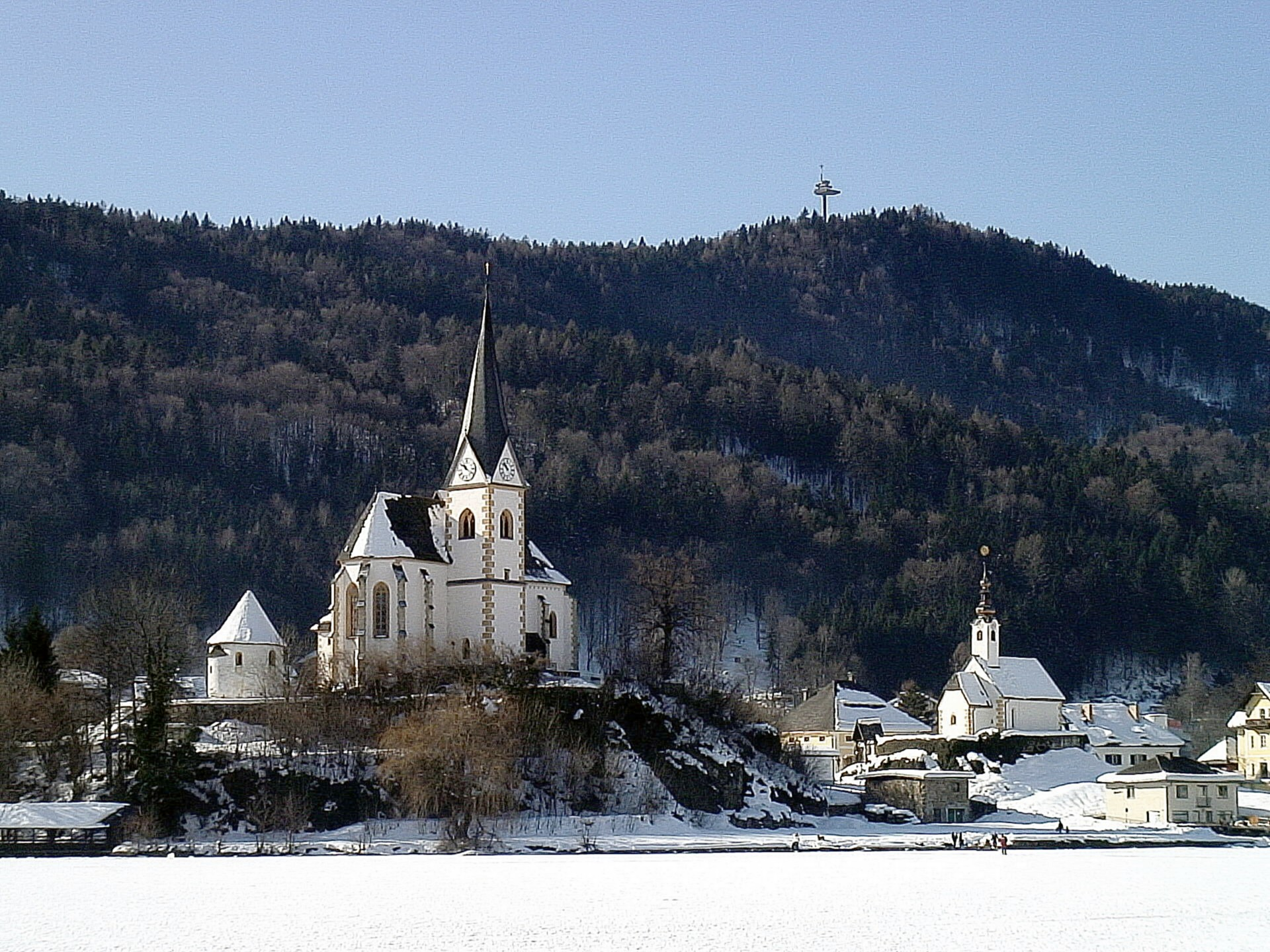
Maria Wörth
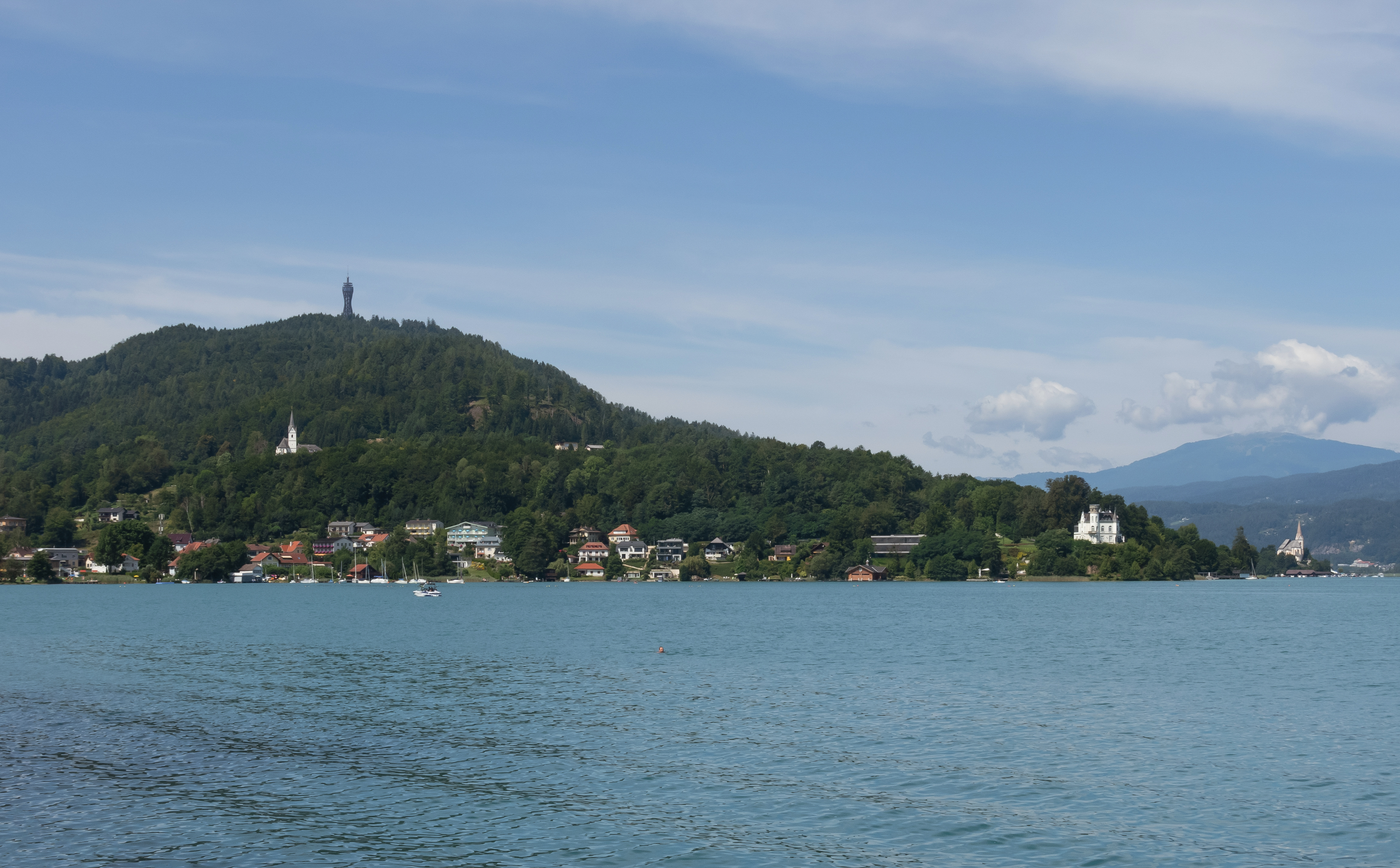
Reifnitz
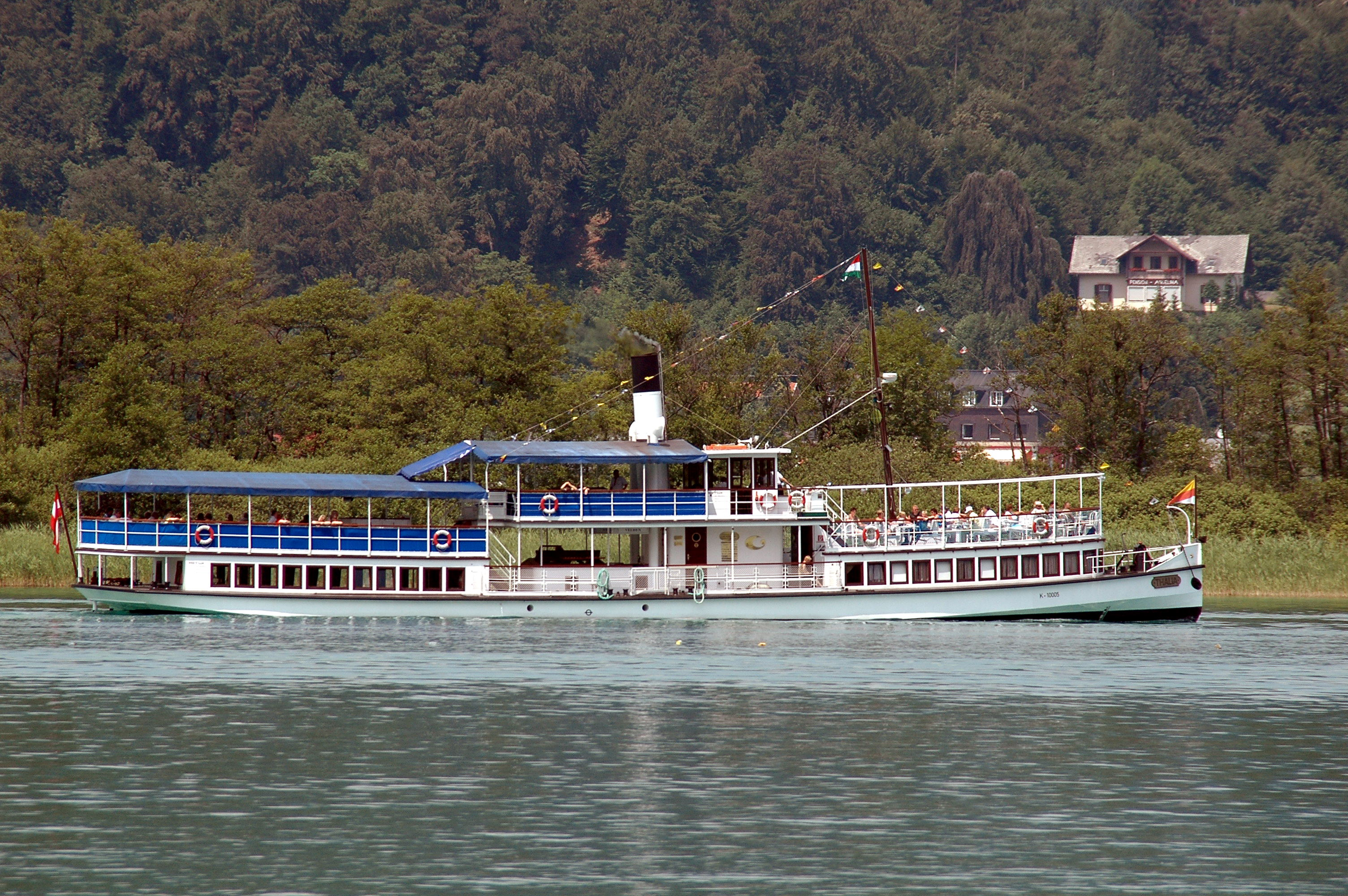
Stoomschip THALIA